# Polska Liga Koszykówki 2013-2014
La Polska Liga Koszykówki 2013-2014, nota anche come Tauron Basket League 2013-2014 per ragioni di sponsorizzazione, fu la 80ª edizione del massimo campionato polacco di pallacanestro maschile. Il titolo di Campione di Polonia andò per la prima volta assoluta al PGE Turów Zgorzelec che nella finale al meglio delle sette partite, superò per 4 a 2 i detentori dello Stelmet Zielona Góra.

## Regolamento
Il campionato è stato strutturato su tre fasi:
- Regular Season: le 12 squadre si affrontano secondo il tradizionale metodo del girone all'italiana con gare di andata e ritorno per un totale di 22 incontri.
- Poule: al termine delle 22 giornate, le squadre vengono divise in base alla posizione in classifica in due poule. Le prime 6 nella Poule qualificazione si affronteranno secondo il metodo Round-robin con gare di andata e ritorno per un totale di altri 10 incontri. Le squadre classificate dalla 7ª alla 12ª posizione prenderanno parte alla Poule playoff e si affronteranno secondo il tradizionale metodo del girone all'italiana con gare di andata e ritorno per un totale di 10 incontri. Non sono previste retrocessioni in I. Liga.
- Play off: al termine delle giornate di Poule, le 6 squadre della Poule playoff e le prime 2 squadre della Poule salvezza daranno vita ai playoff per il titolo strutturati nella seguente maniera: quarti e semifinali al meglio delle 5 gare, finale al meglio delle 7 gare.
- In data 30/5/2013 lo Start Gdynia ha annunciato la propria rinuncia alla partecipazione al campionato[1]. Il suo posto è stato preso dallo Śląsk Wrocław (la squadra polacca più titolata) vincitore nella stagione 2012/13 della I. Liga, ovvero la seconda serie nazionale.

## Regular season
|  |     | Classifica stagione regolare 2013-2014 | PT | G  | V  | P  | PF   | PS   | Dif  |
|  | --- | -------------------------------------- | -- | -- | -- | -- | ---- | ---- | ---- |
|  | 1.  | PGE Turów Zgorzelec                    | 40 | 22 | 18 | 4  | 1831 | 1636 | +195 |
|  | 2.  | Stelmet Zielona Góra                   | 39 | 22 | 17 | 5  | 1866 | 1634 | +232 |
|  | 3.  | Trefl Sopot                            | 38 | 22 | 16 | 6  | 1812 | 1634 | +178 |
|  | 4.  | Anwil Włocławek                        | 35 | 22 | 13 | 9  | 1699 | 1639 | +60  |
|  | 5.  | Energa Czarni Słupsk                   | 34 | 22 | 12 | 10 | 1655 | 1603 | +52  |
|  | 6.  | Rosa Radom                             | 34 | 22 | 12 | 10 | 1689 | 1669 | +20  |
|  | 7.  | Asseco Gdynia                          | 33 | 22 | 11 | 11 | 1565 | 1543 | +22  |
|  | 8.  | Śląsk Wrocław                          | 32 | 22 | 10 | 12 | 1679 | 1691 | -12  |
|  | 9.  | AZS Koszalin                           | 31 | 22 | 9  | 13 | 1691 | 1690 | +1   |
|  | 10. | Stabill Jezioro Tarnobrzeg             | 27 | 22 | 5  | 17 | 1661 | 1875 | -214 |
|  | 11. | Polpharma Starogard Gdański            | 27 | 22 | 5  | 17 | 1559 | 1840 | -281 |
|  | 12. | Kotwica Kołobrzeg                      | 26 | 22 | 4  | 18 | 1606 | 1859 | -253 |

## Seconda fase

### Poule qualificazione
|  |    | Classifica Poule 2013-2014 | PT | G  | V  | P  | PF   | PS   | Dif  |
|  | -- | -------------------------- | -- | -- | -- | -- | ---- | ---- | ---- |
|  | 1. | PGE Turów Zgorzelec        | 57 | 32 | 25 | 7  | 2696 | 2393 | +303 |
|  | 2. | Stelmet Zielona Góra       | 57 | 32 | 25 | 7  | 2700 | 2414 | +286 |
|  | 3. | Trefl Sopot                | 54 | 32 | 22 | 10 | 2647 | 2432 | +215 |
|  | 4. | Anwil Włocławek            | 48 | 30 | 16 | 14 | 2394 | 2445 | -51  |
|  | 5. | Rosa Radom                 | 48 | 30 | 16 | 14 | 2443 | 2475 | -32  |
|  | 6. | Energa Czarni Słupsk       | 46 | 30 | 14 | 16 | 2391 | 2375 | +16  |

### Poule Playoff
|  |     | Classifica Poule Playoff 2013-2014 | PT | G  | V  | P  | PF   | PS   | Dif  |
|  | --- | ---------------------------------- | -- | -- | -- | -- | ---- | ---- | ---- |
|  | 7.  | Asseco Gdynia                      | 50 | 32 | 18 | 14 | 2352 | 2277 | +75  |
|  | 8.  | AZS Koszalin                       | 50 | 32 | 18 | 14 | 2499 | 2399 | +100 |
|  | 9.  | Śląsk Wrocław                      | 49 | 32 | 17 | 15 | 2521 | 2482 | +39  |
|  | 10. | Polpharma Starogard Gdański        | 42 | 32 | 10 | 22 | 2360 | 2642 | -282 |
|  | 11. | Stabill Jezioro Tarnobrzeg         | 39 | 32 | 7  | 25 | 2433 | 2673 | -240 |
|  | 12. | Kotwica Kołobrzeg                  | 34 | 32 | 4  | 28 | 2280 | 2709 | -429 |

## Playoff

### Tabellone
|  | Quarti di finale | Quarti di finale | Quarti di finale |              |                 | Semifinali      | Semifinali | Semifinali |             |                 | Finale          | Finale          | Finale |  |
|  |                  |                  |                  |              |                 |                 |            |            |             |                 |                 |                 |        |  |
|  | 1                | Turów Zgorzelec  | 3                |              |                 |                 |            |            |             |                 |                 |                 |        |  |
|  | 1                | Turów Zgorzelec  | 3                |              |                 |                 |            |            |             |                 |                 |                 |        |  |
|  | 8                | AZS Koszalin     | 0                |              |                 |                 |            |            |             |                 |                 |                 |        |  |
|  | 8                | AZS Koszalin     | 0                |              | Turów Zgorzelec | Turów Zgorzelec | 3          |            |             |                 |                 |                 |        |  |
|  |                  |                  |                  |              | Turów Zgorzelec | Turów Zgorzelec | 3          |            |             |                 |                 |                 |        |  |
|  |                  |                  | Rosa Radom       | Rosa Radom   | 0               |                 |            |            |             |                 |                 |                 |        |  |
|  | 4                | Włocławek        | Rosa Radom       | Rosa Radom   | 0               | 2               |            |            |             |                 |                 |                 |        |  |
|  | 4                | Włocławek        |                  |              |                 |                 |            |            |             |                 |                 |                 |        |  |
|  | 5                | Rosa Radom       | 3                |              |                 |                 |            |            |             |                 |                 |                 |        |  |
|  | 5                | Rosa Radom       | 3                |              | Turów Zgorzelec | Turów Zgorzelec | 4          |            |             |                 |                 |                 |        |  |
|  |                  |                  |                  |              |                 |                 |            |            |             |                 |                 |                 |        |  |
|  |                  |                  | Zielona Góra     | Zielona Góra | 2               |                 |            |            |             |                 |                 |                 |        |  |
|  | 3                | Trefl Sopot      | Zielona Góra     | Zielona Góra | 2               | 3               |            |            |             |                 |                 |                 |        |  |
|  | 3                | Trefl Sopot      |                  |              |                 | 3               |            |            |             |                 |                 |                 |        |  |
|  | 6                | Czarni Słupsk    | 2                |              |                 |                 |            |            |             |                 |                 |                 |        |  |
|  | 6                | Czarni Słupsk    | 2                |              | Trefl Sopot     | Trefl Sopot     | 2          |            |             | Finale 3º posto | Finale 3º posto | Finale 3º posto |        |  |
|  |                  |                  |                  |              | Trefl Sopot     | Trefl Sopot     | 2          |            |             |                 |                 |                 |        |  |
|  |                  |                  | Zielona Góra     | Zielona Góra | 3               |                 |            |            |             |                 |                 |                 |        |  |
|  | 2                | Zielona Góra     | Zielona Góra     | Zielona Góra | 3               | 3               |            |            | Trefl Sopot | Trefl Sopot     | 2               |                 |        |  |
|  | 2                | Zielona Góra     |                  |              |                 |                 |            |            | Trefl Sopot | Trefl Sopot     | 2               |                 |        |  |
|  | 7                | Gdynia           | 1                |              |                 | Rosa Radom      | Rosa Radom | 1          |             |                 |                 |                 |        |  |

### Quarti di finale
| Squadra 1            | Totale | Squadra 2            | Gara 1 | Gara 2 | Gara 3 | Gara 4 | Gara 5 |
| -------------------- | ------ | -------------------- | ------ | ------ | ------ | ------ | ------ |
| PGE Turów Zgorzelec  | 3 - 0  | AZS Koszalin         | 99-66  | 93-66  | 94-74  |        |        |
| Anwil Włocławek      | 2 - 3  | Rosa Radom           | 83-77  | 89-85  | 74-86  | 75-100 | 68-74  |
| Trefl Sopot          | 3 - 2  | Energa Czarni Słupsk | 77-71  | 83-75  | 56-69  | 62-73  | 75-74  |
| Stelmet Zielona Góra | 3 - 1  | Asseco Gdynia        | 84-66  | 58-71  | 64-51  | 82-69  |        |

### Semifinali
| Squadra 1            | Totale | Squadra 2   | Gara 1 | Gara 2 | Gara 3 | Gara 4 | Gara 5 |
| -------------------- | ------ | ----------- | ------ | ------ | ------ | ------ | ------ |
| PGE Turów Zgorzelec  | 3 - 0  | Rosa Radom  | 92-74  | 103-91 | 85-79  |        |        |
| Stelmet Zielona Góra | 3 - 2  | Trefl Sopot | 79-75  | 67-73  | 94-69  | 57-71  | 86-65  |

### Finale 3º/4º posto
| Squadra 1   | Totale | Squadra 2  | Gara 1 | Gara 2 | Gara 3 |
| ----------- | ------ | ---------- | ------ | ------ | ------ |
| Trefl Sopot | 2 - 1  | Rosa Radom | 75-76  | 73-60  | 76-56  |

### Finale
| Squadra 1           | Totale | Squadra 2            | Gara 1 | Gara 2 | Gara 3 | Gara 4 | Gara 5 | Gara 6 | Gara 7 |
| ------------------- | ------ | -------------------- | ------ | ------ | ------ | ------ | ------ | ------ | ------ |
| PGE Turów Zgorzelec | 4 - 2  | Stelmet Zielona Góra | 100-88 | 80-74  | 92-93  | 81-75  | 76-84  | 72-60  |        |

| Polska Liga Koszykówki 2013-2014 |
| -------------------------------- |
| PGE Turów Zgorzelec 1º titolo    |